# Zone d'expansion de crue

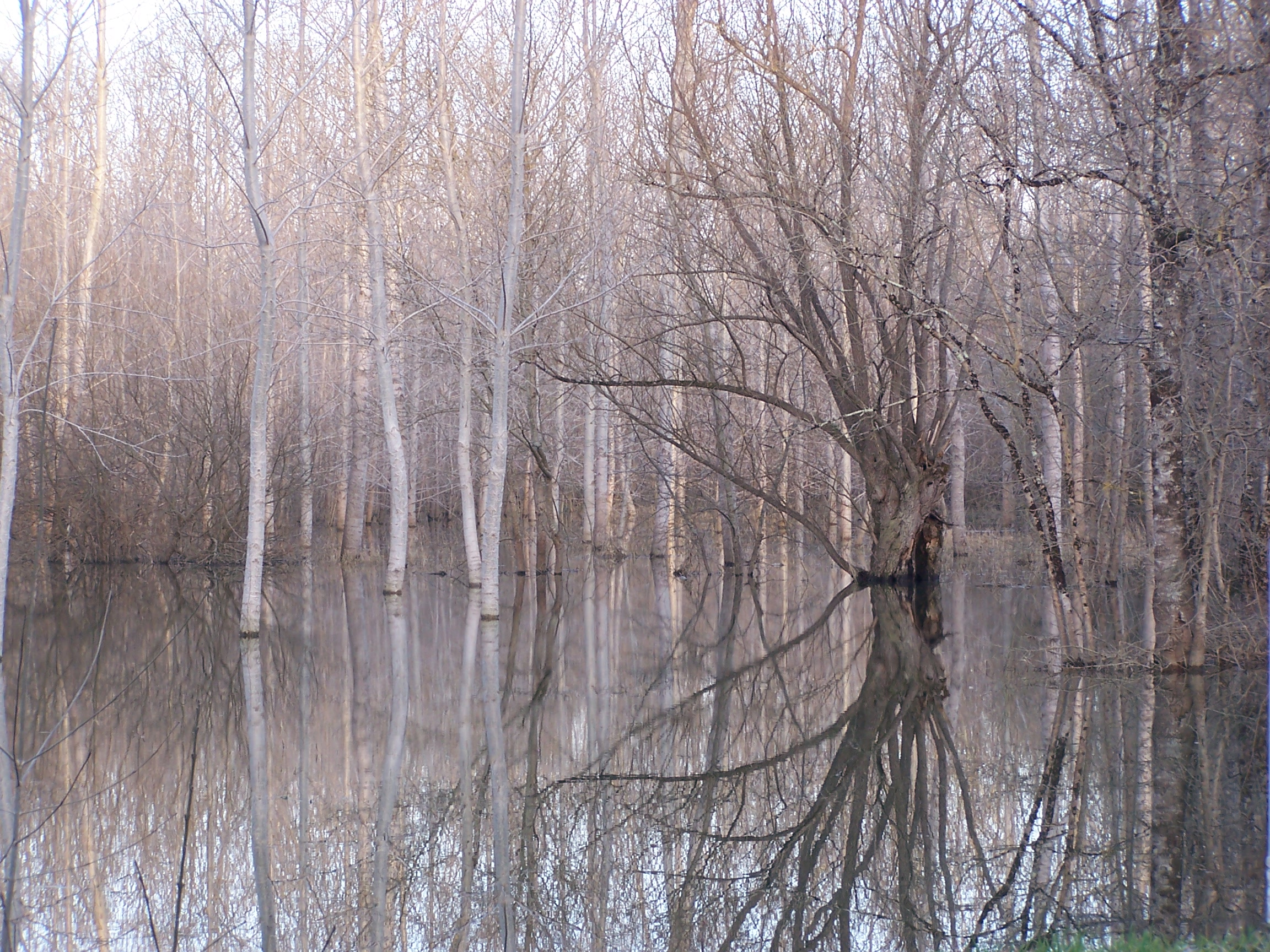
Zone naturelle envahie par la crue

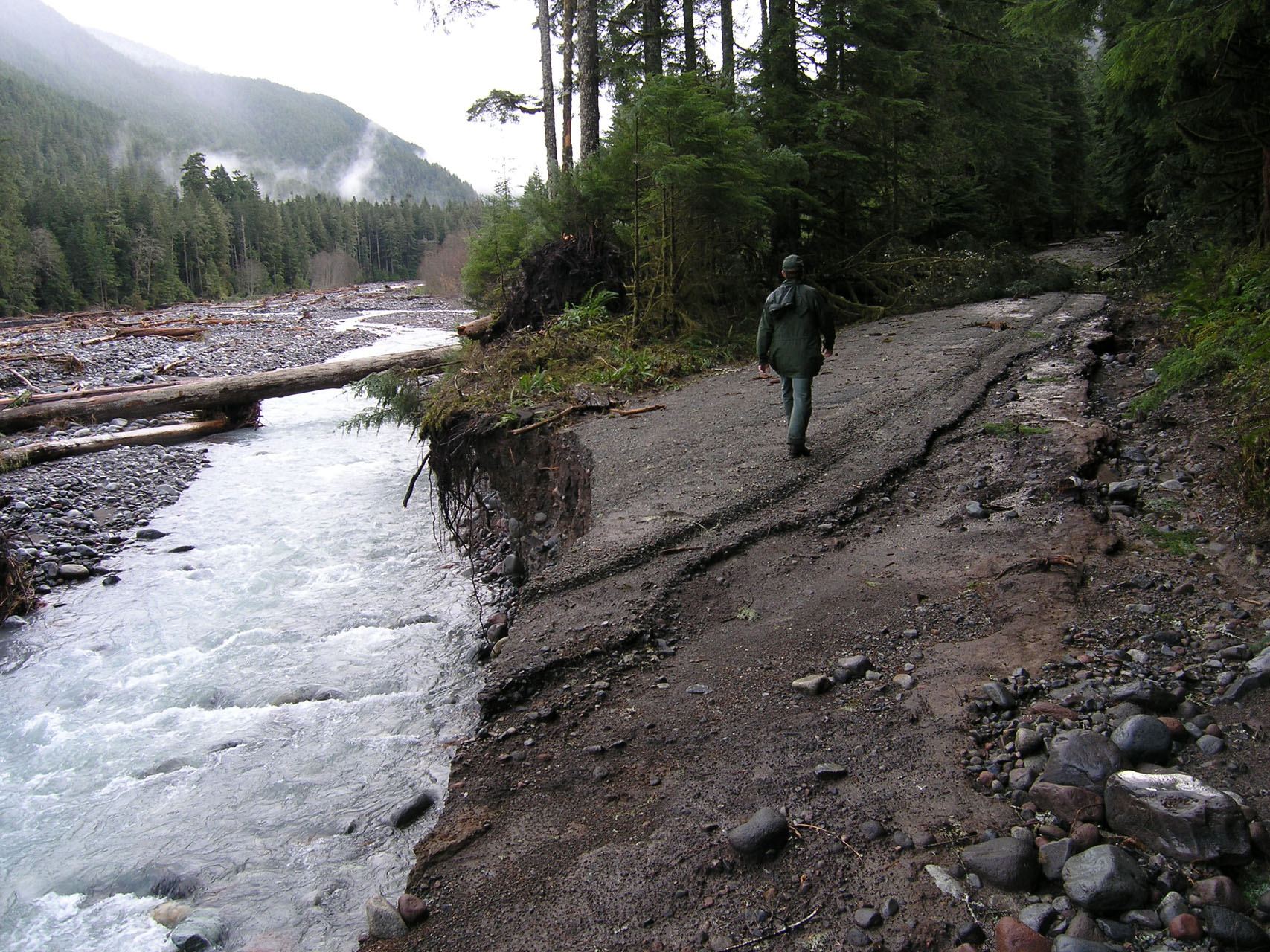
Conserver des zones d'expansion de crue suffisantes diminuerait considérablement les dégâts érosifs des crues

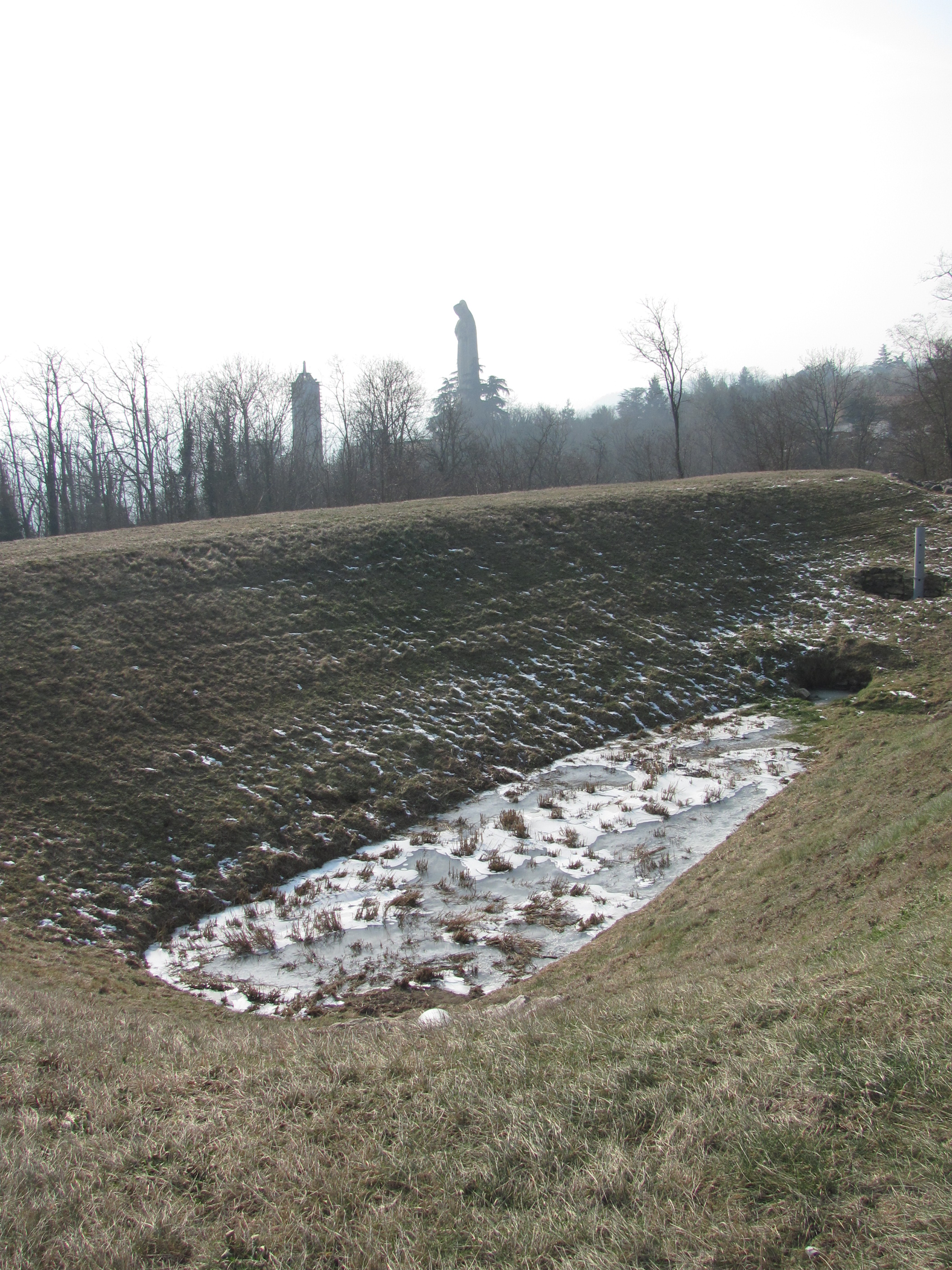
Bassin écrêteur de Couloup à Miribel (Ain)

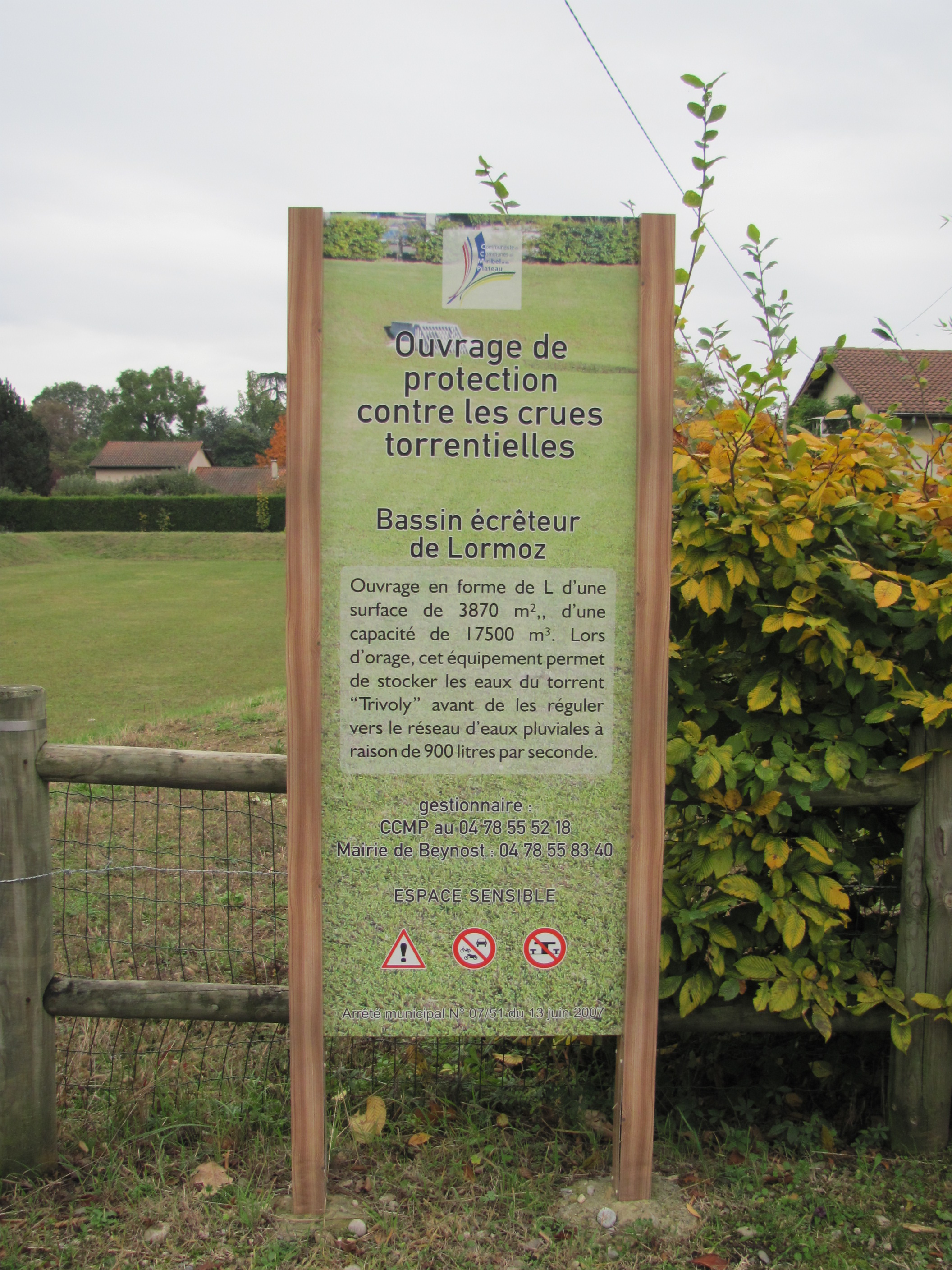
Panneau du bassin écrêteur de Lormoz à Beynost (01)

Une zone d'expansion de crue ou zone d'expansion des crues (communément abrégée en ZEC) est un lieu privilégié où la crue d'un cours d'eau peut s'étendre rapidement avec un très faible risque pour les personnes et pour les biens. C'est un moyen technique visant à mieux contrôler et à mieux gérer les risques de débordement pour atténuer l'impact d'une inondation dans d'autres lieux plus sensibles situés en aval.
Il s'agit le plus souvent d'une zone naturelle / agricole du lit majeur entourée d'ouvrages artificiels tels que noues, digues et retenues d'eau temporaires. On peut éventuellement y associer un ouvrage ou une zone d'assainissement de type décantation (pour limiter la vitesse d'atterrissement ou de colmatage de la zone) et/ou lagunage naturel (notion de zones naturelles d'expansion de crues ZNEC et zones artificielles d'expansion de crues ZAEC).

## Enjeux
- Les inondations des zones urbanisées causent 40 % des accidents mortels dus aux catastrophes naturelles dans le monde. Elles sont sources de souffrance, de pertes financières et matérielles considérables.

- Dans certaines régions, les inondations font partie du cycle naturel des saisons et elles sont le seul moyen de reconstituer des réserves suffisantes d’eau pour la saison sèche.

- Les inondations sont vitales pour la propagation des graines et propagules de nombreuses espèces (Par exemple le brochet sort à cette occasion des cours d'eau où il vit pour aller pondre dans les prairies inondées).

- Les inondations pourraient être exacerbées avec la fonte des glaciers et avec l'élévation du niveau de la mer. Divers travaux de prospective et modélisations (Voir par exemple les programmes européens « PESETA » et « PRUDENCE ») sont en cours dans le cadre de l'adaptation aux changements climatiques, qui peuvent aider les collectivités à mieux se préparer
Il s'agit aussi de corriger certains défauts des méthodes « classiques » de lutte contre l'inondation ; Celles visant à imperméabiliser les sols urbains, à canaliser les eaux, à supprimer tous les embâcles et à évacuer au plus vite les eaux pluviales vers l'aval ont été paradoxalement responsables :
- de l'aggravation de la gravité et de la fréquence des inondations en aval ;
- d'un épuisement de nappe phréatique,
- de phénomènes d'érosion des berges et/ou localement de surcreusement de certains cours d'eau alors que progressait ailleurs l'envasement de canaux et cours d'eau (nécessitant de fréquents et coûteux curages);
- de « sécheresses induites » en amont des aménagements (l'eau n'étant plus retenue, elle n'a plus le temps de s'infiltrer vers les nappes superficielles et/ou profondes ;
- de pollution en aval, voire de zones marines mortes les eaux de crues, turbides n'ayant pas eu le temps de décanter ni de s'auto-épurer.

## Typologies
Les zones d'expansion peuvent être totalement artificielles (on parle alors de « bassin de rétention »), et/ou avoir une vocation annexe de pâturage, boisement, ou d'agriculture plus ou moins extensive.

Il peut aussi s'agir d'un espace de loisir ou enherbé et ouvert au public pour la promenade. Ces espaces doivent être topographiquement conçu pour une évacuation facile en cas de crue.

Lorsqu'il existe un risque de pollution organique, par des substances biodégradables, la zone peut être aménagée de manière à fixer et/ou filtrer les polluants afin qu'ils ne polluent pas l'aval du cours d'eau ou de la nappe phréatique.

## Choix stratégiques de positionnement
L'emplacement et la succession géographique de ces zones doivent être calculés selon :
- une évaluation des flux (études hydrauliques historiques et prospectives) ;
- les atlas des zones inondables avec une double approche ; préventive, et curative ;
- des études de risques (crues décennales, centennales, etc. pouvant être exacerbées par certains aléas (risque climatique, ruptures de digues ou de barrages, invasion marine, etc.) ;
- les outils ou plans réglementaires (ex ; plan de prévention des risques d'inondation ou PPRI en France).

## Intérêt secondaire
Ces zones peuvent jouer différents rôles secondaires ;
- pâturages inondables (dans les zones où l'eau de crue est propre). L'aménagement doit alors être conçu avec des zones-refuges en hauteur pour les animaux.
- paysager (roselières, bandes boisées contribuant éventuellement à l'épuration de l'eau, etc.)
- écologiques (corridors biologiques, ou habitats de substitutions pour certaines espèces,
- ripisylves inondables, ayant également éventuellement vocation de corridor écologique.

La restauration de zones humides à forte naturalité ayant une vocation naturelle à « tamponner» les crues peut éventuellement bénéficier de la protection ou réintroduction d'espèces végétales (sous forme par exemple de roselières, forêt inondable) ou animales (ex : castor dont les barrages contribuent naturellement à freiner l'eau de l'amont vers l'aval, en limitant les crues en aval, tout en favorisant la réalimentation des nappes, et en diminuant le risque d'incendie de forêt dans les zones où ce risque existe (Amérique du Nord, Europe du Nord-Ouest).

## Cadre réglementaire
Certains règlements urbains (ex : Dispositif ADOPTA, développé en région Nord-Pas-de-Calais autour de Douai dans le nord de la France, en zone d'affaissement minier, particulièrement vulnérable) imposent que les nouvelles routes et construction soient conçues de manière que les eaux pluviales soient stockées et infiltrées sur place ou évacuées dans une zone-tampon (zone d'expansion de crue), de manière que l'eau s'infiltre autant qu'elle le ferait en l'absence de construction. C'est aussi une des cibles du HQE.
Dans certains pays, les documents et règlements d'urbanisme et d'occupation du sol permettent théoriquement d'interdire, voire localement de détruire - pour raison d'intérêt général, des constructions en zones inondables, lesquelles peuvent alors être aménagées en zone d'expansion de crues.
En Europe, la Directive cadre sur l'eau, précisée en 2007 par une directive sur les inondations (qui impose une évaluation cartographiée des enjeux, risques et conséquences (et donc des zones inondables) encourage une gestion de l'eau par district hydrographique et/ou unité de gestion, en tenant compte de différents scénarios (étendue de l’inondation ; hauteurs d’eau ou niveau d’eau, et le cas échéant de la vitesse du courant ou le débit de crue, les risques de pollution y afférents, etc.). Les états doivent définir des objectifs et des 'plans de gestion des risques' (avant le 22 décembre 2015 dernière limite) tenant compte d'enjeux hiérarchisés et des aspects alerte, prévention, protection et préparation, en encourageant « des modes durables d’occupation des sols, l’amélioration de la rétention de l’eau, ainsi que l’inondation contrôlée de certaines zones en cas d’épisode de crue ». Ce travail doit être en accord avec la Convention d'Aarhus traduite par la directive 2000/60/CE sur l'information et la consultation du public.